# Jennette McCurdy
Jennette Michelle Faye McCurdy (Long Beach, 26 giugno 1992) è una cantante, attrice e scrittrice statunitense, nota per il ruolo di Sam Puckett nelle serie televisive iCarly (2007-2012) e il suo spin-off Sam & Cat (2013-2014).
Ha prodotto, scritto e recitato nella serie web, What's Next for Sarah? (2014), e ha lavorato come sceneggiatrice e attrice protagonista nella serie televisiva Between (2015-2016).
Nel 2018, McCurdy ha smesso di recitare per intraprendere una carriera nella scrittura e nella regia. Nel 2020, ha condotto il podcast Empty Inside. 
Nel 2022, ha pubblicato un libro di genere memorialistico, Sono contenta che mia mamma sia morta, che è rapidamente divenuto un bestseller in cui narra del comportamento abusivo della madre deceduta.

## Biografia

### Carriera

#### Attrice

##### Primi anni e infanzia (1992-1999)

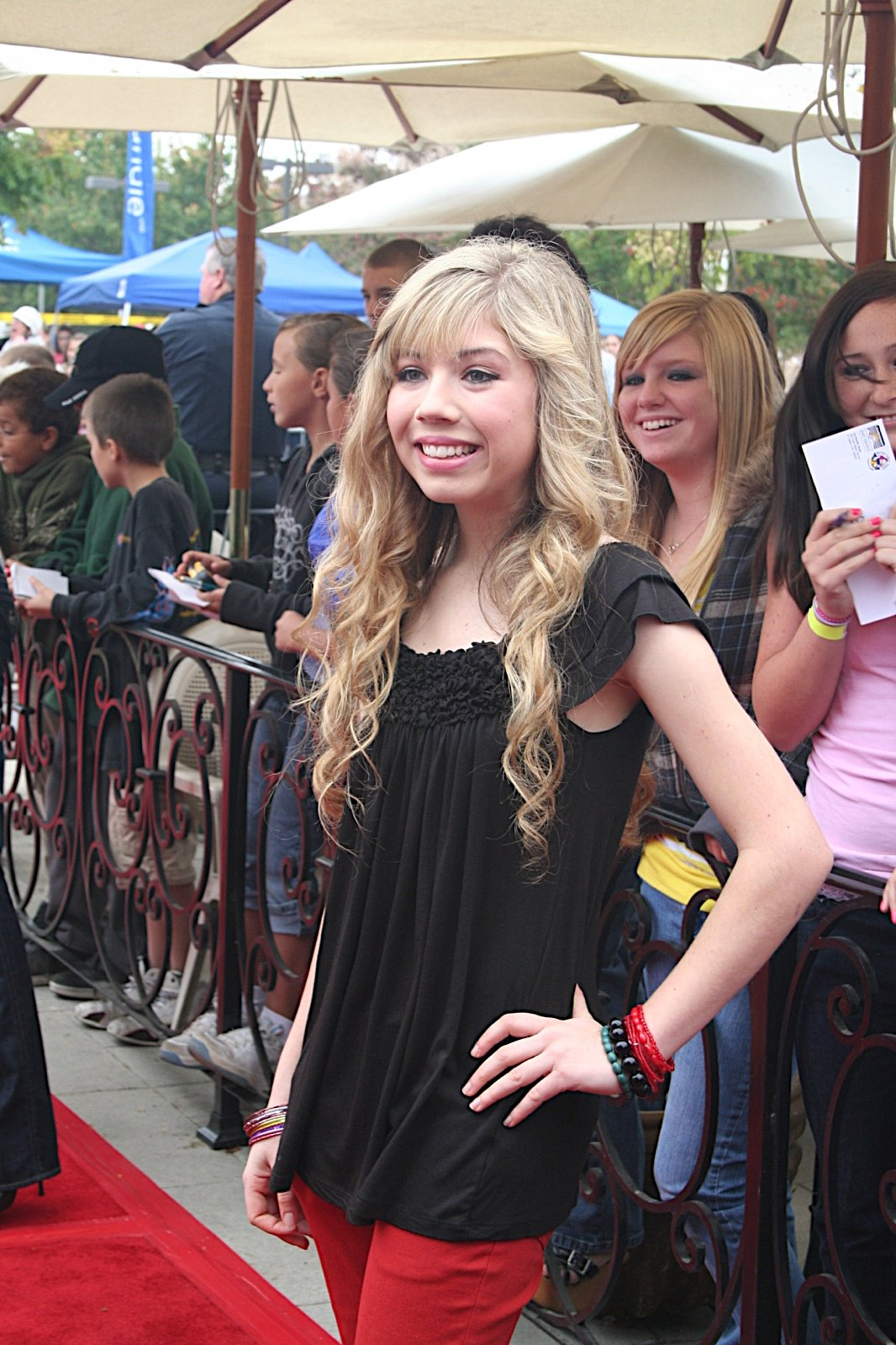
Jennette McCurdy sul red carpet della 62ª edizione della Mother Goose Parade a San Diego, il 23 novembre 2008.

Jennette McCurdy nasce il 26 giugno 1992 a Long Beach, situata all'interno della Greater Los Angeles Area in California, ultima dei quattro figli di una famiglia relativamente povera composta da Debra "Debby" LaBaef (1957-2013), casalinga, e da suo marito Mark McCurdy, l'uomo con cui Jennette ha vissuto per anni credendo fosse il suo vero padre, e che dovette svolgere due lavori per mantenere la famiglia; fu soltanto nel 2013, quando Mark iniziò a frequentare Karen Babb, ex compagna di liceo di Debra e dopo la morte per cancro di quest'ultima, che Jennette apprese di non essere la figlia biologica di Mark, bensì di un musicista jazz locale di nome Andy Martin, a cui viene associata la paternità anche di due dei tre fratelli maggiori di Jennette, ossia Dustin (1988) e Scott (1992). Ella ebbe modo di incontrarlo una sola volta al termine di una sua esibizione a Burbank, e nell'occasione egli le rivelò di essere sempre stato al corrente della sua esistenza, ma di non aver mai fatto alcun tentativo di contattarla in quanto non era sicuro che Debra gli avesse detto la verità.
Parlando della sua infanzia, Jennette ricorda come la famiglia McCurdy, nel frattempo stabilitasi a Garden Grove, nella contea di Orange e già piegata da una disastrosa situazione economica, dovette affrontare il malessere generato dai ripetuti episodi di violenza psicologica e abusi sessuali che la madre Debby perpetrava nei confronti dei suoi figli, in particolar modo su Jennette. Nello specifico, Debra era una donna narcisista, manipolatrice, schizofrenica, emotivamente instabile, soggetta ad imprevedibili attacchi di rabbia ed evidentemente affetta da turbe psichiche, tra cui il disturbo da accumulo (detto anche mentalità Messie), ossia un bisogno compulsivo di dover acquisire una notevole quantità di beni, molto spesso inutili, pericolosi o insalubri e facendo dormire i suoi figli sopra dei tappetini da ginnastica Costco in soggiorno a causa del troppo disordine che regnava nelle loro camere da letto. Secondo McCurdy, sua madre l'avrebbe costretta a recitare fin dall'età di sei anni contro la sua volontà in modo tale da sfruttare i guadagni della figlia per sostenere finanziariamente la famiglia e per il rimpianto di non essere riuscita a diventare un'artista da giovane.

#### Debutto in TV e il successo diiCarly(2000-2014)

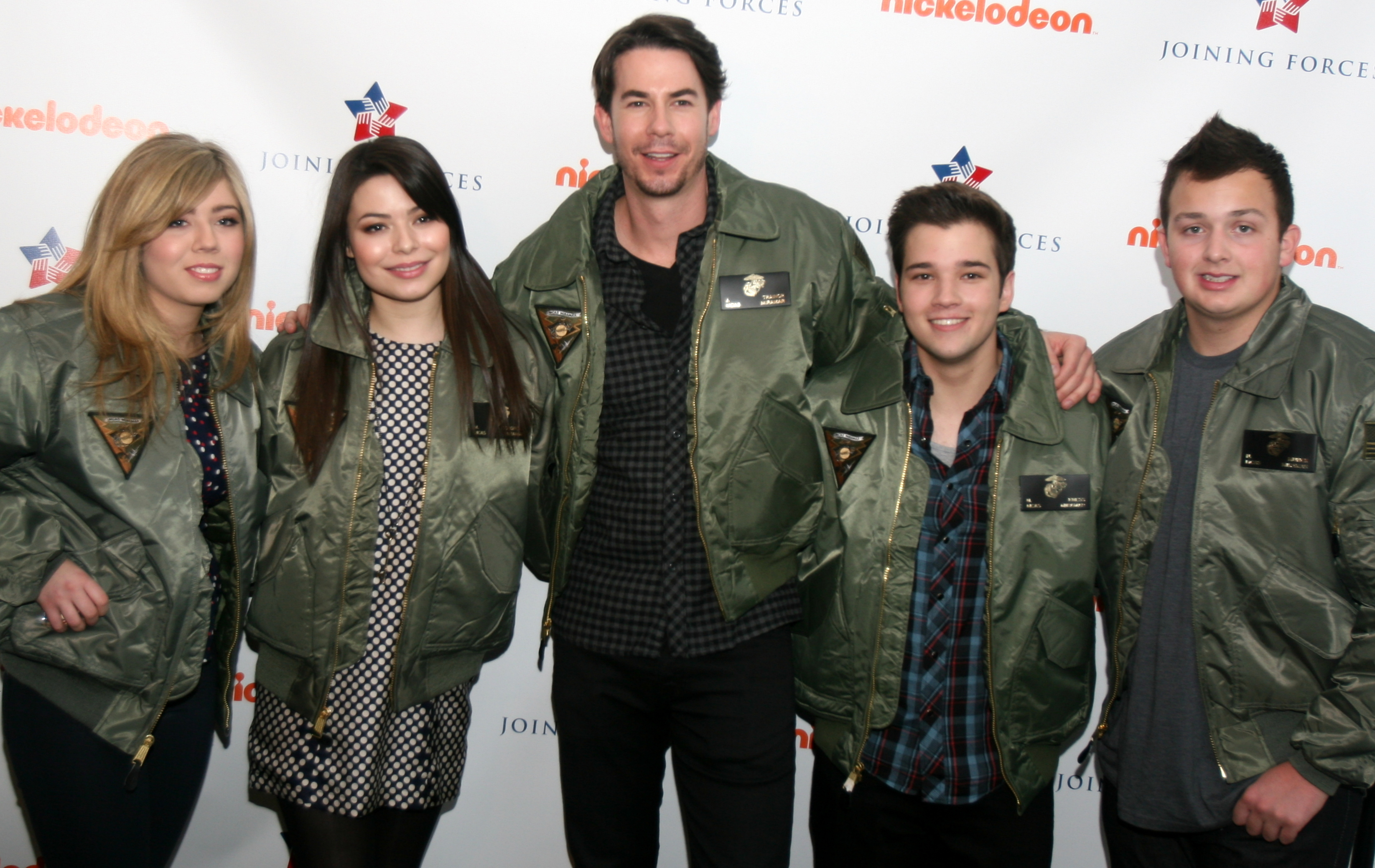
Il cast di ICarly nel 2012. Da sinistra a destra: Jennette McCurdy, Miranda Cosgrove, Jerry Trainor, Nathan Kress e Noah Munck.

Nel 2000, all'età di otto anni, McCurdy iniziò la sua carriera di attrice, superando i provini per ottenere un ruolo nella sesta stagione di MADtv, serie televisiva di sketch comici originariamente ispirata a Mad Magazine. Nel 2001 fece il suo debutto sul grande schemo in un piccolo ruolo nel film Shadow Fury, cui fece seguito due anni più tardi la sua partecipazione al film Hollywood Homicide, diretto da Ron Shelton e con protagonista Harrison Ford. È apparsa poi nella serie TV Strong Medicine, per la quale fu nominata al Young Artist Award per la migliore interpretazione in una serie televisiva.
La svolta definitiva alla sua carriera giunse all'ottenimento di un ruolo da protagonista nella serie TV di Nickelodeon iCarly, creata da Dan Schneider e in cui interpretò il personaggio di Sam Puckett dal 2007 al 2012, che la consacrò alla storia degli show per ragazzi. Recitò anche in Victorious, nel ruolo di Ponnie. Nel 2008, fu nominata per un Young Artist Award per il suo lavoro su iCarly e la sua interpretazione di Dory Sorenson nel film TV L'ultimo giorno di estate. Ottenne una nomination per un Choice 2009 Teenager Award nella categoria Favorite TV Sidekick per il suo lavoro in iCarly. Ha recitato al fianco di Ariana Grande nella serie di Nickelodeon: Sam & Cat, riprendendo il ruolo di Sam Puckett, con Ariana che riprende il suo ruolo di Cat Valentine. Il 13 luglio 2014, Nickelodeon ha cancellato lo show dopo una stagione.
Nel suo libro Sono contenta che mia mamma è morta, pubblicato nel 2022, McCurdy racconta una serie di eventi imbarazzanti avvenuti durante le riprese dei programmi su Nickelodeon. Afferma di essere stata fotografata in bikini durante le prove e incoraggiata a consumare alcolici nonostante fosse ancora minorenne. McCurdy rivela che dopo la conclusione di Sam & Cat, Nickelodeon le propose una somma di 300000 $ con l'intento di evitare che parlasse apertamente di queste questioni, proposta che però lei decise di rifiutare.

### Ultimi progetti e l'addio alla recitazione (2015-2021)

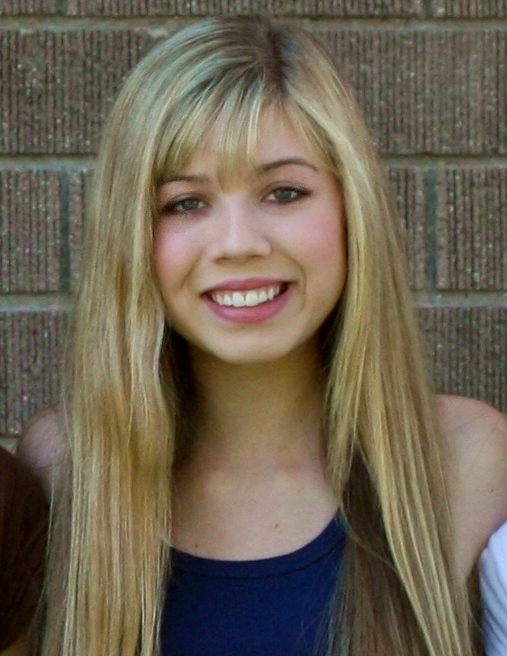
Jennette McCurdy sul set della serie TV ICarly, il 16 agosto 2008.

Successivamente ha diretto, scritto e interpretato la web serie chiamata What's Next for Sarah?. Dal 2015 al 2016 ha interpretato Wiley Day nella serie Netflix Between. Dopo una lunga pausa dal cinema e dalla televisione, a marzo 2021 conferma, durante il suo podcast Empty Inside, di essersi ritirata definitivamente dalla sua attività di attrice.

#### Scrittrice
Nel 2011, McCurdy intraprese la stesura di una serie di articoli per il The Wall Street Journal. Scrisse otto articoli per il giornale, trattando temi che spaziavano dalla figura di Shirley Temple al body shaming e una cultura aziendale che lei percepisce come basata su illusioni. Ha anche scritto per la rivista Seventeen e per l'HuffPost.
McCurdy scrisse un articolo intitolato "Off-Camera, My Mom's Fight With Cancer" ("A telecamere spente, la lotta di mia madre contro il cancro"), pubblicato sul The Wall Street Journal nel giugno 2011. In esso, descrive in dettaglio la continua battaglia contro il cancro della madre, Debra, e come la sua famiglia affrontava la situazione. La madre di Jennette morì il 20 settembre 2013, 17 anni dopo la prima diagnosi di cancro.
Nel 2020, ha ideato e recitato uno spettacolo tragicomico autobiografico intitolato I'm glad my mom died, rappresentato in tournée in vari teatri di Los Angeles e New York. Successivamente, fu costretta a mettere in pausa lo spettacolo a causa dell'insorgenza della pandemia di COVID-19 negli Stati Uniti d'America, riprendendolo a settembre 2021. Nel luglio 2020, McCurdy tramite un video sul suo canale YouTube e sui social annuncia l'avvio di un podcast intitolato Empty Inside.

Logo dell'autobiografia di McCurdy Sono contenta che mia mamma è morta, pubblicata nel 2022 e divenuta un best-seller.

Durante un'intervista podcast con l'attrice Anna Faris, McCurdy rivelò di essersi ritirata dalla recitazione professionale. Dichiarò di essere stata spinta nella recitazione fin da bambina dalla madre, diventando presto la principale fonte di reddito della sua famiglia. Si sentì "avvilita" dai ruoli che aveva interpretato in passato e, dopo aver cercato aiuto terapeutico, ha deciso di abbandonare la recitazione. Nel 2021, il revival e sequel di iCarly, va in onda su Paramount+, ma senza il ruolo di McCurdy, che ha declinato l'offerta di riprendere il suo ruolo di Sam Puckett, a causa dei traumi degli abusi di sua madre durante la messa in onda del prequel.
Sui copioni dello spettacolo è stato basato il libro Sono contenta che mia mamma è morta, pubblicato il 9 agosto 2022, sia in versione cartacea da Simon & Schuster che in versione audiolibro. Il libro ha raggiunto il primo posto nella lista dei bestseller del New York Times, mantenendo tale posizione per le otto settimane seguenti. La copertina del libro mostra McCurdy che guarda in alto e tiene in mano un'urna rosa con coriandoli che fuoriescono, ciò descrive l'influenza violenta di sua madre.
In seguito al successo di Sono contenta che mia mamma è morta, McCurdy ha firmato un contratto per la pubblicazione di due libri tramite la casa editrice Ballantine Books della Penguin Random House.

#### Podcast
Nell'estate del 2020 ha iniziato a registrare una serie di podcast per parlare, insieme a vari ospiti, di argomenti inerenti al mondo dello spettacolo, ai rapporti familiari e alla gestione dello stress.
Nel 2023 crea il podcast Hard Feelings.

#### Cantante
Nel giugno 2008 Jennette ha annunciato sul suo sito ufficiale che stava lavorando al suo album di debutto. Il primo singolo, So Close, è stato pubblicato il 10 marzo 2009. Il secondo singolo, Homeless Heart, è stato distribuito il 19 maggio. A metà del 2009, ha firmato un contratto discografico con la Capitol Records Nashville. Con la Capitol Nashville ha pubblicato un EP il 17 agosto 2010, che includeva Not That Far Away e tre brani inediti. Il 5 giugno 2012 è uscito l'album di debutto omonimo. Poco dopo la pubblicazione, McCurdy confermò di aver lasciato Capitol Nashville citando conflitti legati alle riprese di nuova serie televisiva. Nel 2020 pubblica brani inediti suonati con l'ukulele.

## Vita privata
Afferma che sua madre abbia contribuito allo sviluppo del suo disturbo alimentare introducendola alla restrizione calorica all'età di 11 anni, sottoponendola peraltro a continui esami vaginali e al seno, come veri e propri screening oncologici, tanto da non lasciarla mai fare la doccia da sola. Infine, ha più volte alluso di non aver mai ricevuto gli stipendi durante la sua carriera di attrice da minorenne, in quanto furono riscontrati diversi errori nella compilazione del suo Conto Coogan, un conto bancario utilizzato in California con lo scopo di proteggere i guadagni di attori minorenni in modo tale che non possano essere spesi dall'attore o dai genitori dello stesso finché compia la maggiore età.

## Libri
- (EN) Sono contenta che mia mamma è morta, Simon & Schuster, 2022, ISBN 978-1-9821-8582-4.

## Discografia

### Album in studio
- 2012 – Jennette McCurdy

### EP
- 2010 – Not That Far Away
- 2012 – Jennette McCurdy

### Singoli
- 2009 – So Close
- 2009 – Homeless Heart
- 2010 – Not That Far Away
- 2011 – Generation Love
- 2020 – The Corona Song
- 2020 – I'm Starting a...

## Filmografia

### Attrice

#### Cinema
- Shadow Fury, regia di Makoto Yokoyama (2001)
- Hollywood Homicide, regia di Ronald Shelton (2003)
- Breaking Dawn, regia di Mark Edwin Robinson (2004)
- See Anthony Run, regia di Matthew Piacentini (2005) – cortometraggio
- Minor Details, regia di John Lyde (2009)
- The Death and Return of Superman, regia di Max Landis (2012) – cortometraggio
- The Last Virgin in LA, regia di Zane Rubin (2016) – cortometraggio
- Pet, regia di Carles Torrens (2016)
- Security Deposit, regia di Will Eisenberg (2017) – cortometraggio
- 8 Bodies, regia di Jennette McCurdy (2017) – cortometraggio
- Wine and Cheese, regia di Jennette McCurdy (2017) – cortometraggio
- Little Bitches, regia di Nick Kreiss (2018)
- The First Lady, regia di Elaine Loh (2018) – cortometraggio

#### Televisione
- MADtv – serie TV, episodio 6x01 (2000)
- CSI - Scena del crimine (CSI: Crime Scene Investigation) – serie TV, episodio 2x20 (2002)
- Malcolm (Malcolm in the Middle) – serie TV, episodi 4x10, 6x21 (2003-2005)
- Squadra Med - Il coraggio delle donne (Strong Medicine) – serie TV, episodio 5x14 (2004)
- Tiger Cruise - Missione crociera (Tiger Cruise), regia di Duwayne Dunham – film TV (2004)
- Karen Sisco - serie TV, episodio 1x9 (2004)
- Law & Order - Unità vittime speciali (Law & Order: Special Victims Unit) – serie TV, episodio 6x11 (2005)
- Medium – serie TV, episodio 1x09 (2005)
- Giudice Amy (Judging Amy) – serie TV, episodio 6x22 (2005)
- The Inside – serie TV, episodio 1x04 (2005)
- Over There – serie TV, episodio 1x8 (2005)
- Zoey 101 – serie TV, episodio 2x04 (2005)
- Will & Grace – serie TV, episodio 8x10 (2006)
- Close to Home - Giustizia ad ogni costo (Close to Home) – serie TV, episodio 1x16 (2006)
- Lincoln Heights - Ritorno a casa (Lincoln Heights) – serie TV, episodi 1x03, 1x11, 1x12 (2007)
- L'ultimo giorno d'estate (The Last Day of Summer), regia di Blair Treu – film TV (2007)
- iCarly – serie TV, 93 episodi (2007-2012)
- Carly va in Giappone (2008) – film TV
- True Jackson, VP – serie TV, episodi 1x16, 2x04 (2009-2010)
- Fred: The Movie, regia di Clay Weiner – film TV (2010)
- Big Time Rush – serie TV, episodi 1x19, 1x20 (2011)
- IParty con Victorious (iParty with Victorious), regia di Steve Hoefer – film TV (2011)
- Best Player, regia di Damon Santostefano – film TV (2011)
- Victorious – serie TV, episodio 3x11 (2012)
- Le pazze avventure di Bucket e Skinner (Bucket & Skinner's Epic Adventures) – serie TV, episodi 1x17, 1x18 (2012)
- Sam & Cat – serie TV, 36 episodi (2013-2014)
- Il grande colpo (Swindle), regia di Jonathan Judge – film TV (2013)
- The Birthday Boys – sketch comedy, episodio 2x05 (2014)
- What's Next for Sarah? – webserie (2014)
- Comedy Bang! Bang! – sketch comedy, episodio 4x05 (2015)
- Between – serie TV, 12 episodi (2015-2016)
- Red Table Talk - programma TV, episodio 5x11 (2022)

#### Podcast
- Empty Inside – podcast, 38 episodi (2020-2021)
- Hard Feelings (2023–in corso)

### Doppiatrice
- Petunia in Le avventure di Fiocco di Neve
- Becky ne I pinguini di Madagascar
- Skippy in Robot Chicken

### Regista
- The McCurdys (2017)
- 8 Bodies (2017)
- Wine and Cheese (2017)
- Kenny (2018)
- The Grave (2018)
- Strong Independent Women (2019)

### Sceneggiatrice
- What's Next for Sarah? (2014)
- The McCurdys (2017)
- 8 Bodies (2017)
- Wine and Cheese (2017)
- Kenny (2018)
- The Grave (2018)
- Strong Independent Women (2019)

### Produttrice
- What's Next for Sarah? (2014)
- 8 Bodies (2017)
- Wine and Cheese (2017)

### Podcast
- Empty Inside (2020-2021)
- Hard Feelings (2023–2024)

## Tournée e spettacoli
Tour
- 2012 – Tour Generation Love

Spettacoli
- 2020/2021 – I'm Glad My Mom Died
- 2023 – No Pressure at All Whatsoever
- 2024 – The Worst Thing You Ever Did (con Alex Wolff)

## Doppiatrici italiane
Jennette McCurdy, nelle versioni in italiano, è doppiata da:
- Jenny De Cesarei in iCarly, Victorious, True Jackson, VP, Best Player, Il grande colpo, Sam & Cat
- Letizia Ciampa in Between, Pet
- Eva Padoan in Zoey 101, Malcom (episodio 6x21)
- Francesca Manicone in Malcom (episodio 4x10)
- Agnese Marteddu in Law & Order: Unità vittime speciali

Da doppiatrice è sostituita da:
- Gemma Donati in I pinguini di Madagascar

## Riconoscimenti
| Anno | Premio                              | Categoria                                                                        | Lavoro                                | Risultato       |
| ---- | ----------------------------------- | -------------------------------------------------------------------------------- | ------------------------------------- | --------------- |
| 2005 | Young Artist Awards                 | Best Performance in a Television Series – Guest Starring Young Actress           | Squadra Med - Il coraggio delle donne | Candidato/a     |
| 2008 | Young Artist Awards                 | Best Performance in a TV Movie, Miniseries or Special – Supporting Young Actress | L'ultimo giorno d'estate              | Candidato/a     |
| 2008 | Young Artist Awards                 | Best Performance in a TV Series – Supporting Young Actress                       | iCarly                                | Candidato/a     |
| 2009 | Young Artist Awards                 | Best Performance in a TV Series (Comedy or Drama) – Supporting Young Actress     | iCarly                                | Candidato/a     |
| 2009 | Young Artist Awards                 | Outstanding Young Performers in a TV Series                                      | iCarly                                | Candidato/a     |
| 2009 | Teen Choice Awards                  | Choice TV Sidekick                                                               | iCarly                                | Candidato/a     |
| 2010 | Young Artist Awards                 | Outstanding Young Performers in a TV Series                                      | iCarly                                | Candidato/a     |
| 2010 | 2010 Australian Kids' Choice Awards | LOL Award (Condiviso con il resto del cast)                                      | iCarly                                | Vincitore/trice |
| 2011 | 2011 Kids' Choice Awards            | Favorite TV Sidekick                                                             | iCarly                                | Vincitore/trice |
| 2011 | Teen Choice Awards                  | Choice TV: Female Scene Stealer                                                  | iCarly                                | Candidato/a     |
| 2011 | Teen Choice Awards                  | Choice Music: Female Country Artist                                              | Se stessa                             | Candidato/a     |
| 2011 | 2011 Australian Kids' Choice Awards | LOL Award                                                                        | iCarly                                | Vincitore/trice |
| 2011 | Meus Prêmios Nick Brazil            | Funniest Character                                                               | iCarly                                | Vincitore/trice |
| 2012 | 2012 Kids' Choice Awards            | Favorite TV Sidekick                                                             | iCarly                                | Vincitore/trice |
| 2013 | 2013 Australian Kids' Choice Awards | Aussie's Fave Nick Star                                                          | iCarly                                | Candidato/a     |
| 2014 | 2014 Kids' Choice Awards            | Favorite TV Actress                                                              | Sam & Cat                             | Vincitore/trice |